# Ghańskie Siły Powietrzne
Ghańskie Siły Powietrzne (ang. Ghana Air Force) dysponują samolotami odrzutowymi Aermacchi MB-326K i MB-339A, których głównym zadaniem jest zwalczanie oddziałów partyzanckich i trening operacyjny. Obecnie loty treningowe wykonywane są na samolotach Hongdu K-8 Karakorum. Główną bazą ghańskich samolotów odrzutowych jest Tamale, a baza szkoleniowa znajduje się w Takoradi. Stacjonuje tam 10 samolotów BAe Bulldog wykorzystywanych do szkolenia podstawowego. Śmigłowce Aerospatiale S.A.-316B Alouette III są przeznaczone do zadań dyspozycyjno-łącznikowych. Od 2011 roku samolotami transportowymi są dwie maszyny CASA C-295M, które zastąpiły stare i niesprawne samoloty Britten-Normany BN-2 Islander i Fokker F27.